# Lijst van voetbalinterlands Europees kampioenschap Nederland (mannen)
Deze lijst bevat alle interlands, gespeeld door het Nederlands voetbalelftal op een EK voetbal mannen. Alle resultaten staan in het perspectief van Nederland. Nederland speelde op 11 EK-eindtoernooien 45 wedstrijden, waarvan het er 23 won (waarvan 1 in de verlenging), 13 verloor (waarvan 2 in de verlenging) en 9 gelijkspeelde (waarna Nederland 1 keer won en drie keer verloor in een strafschoppenserie). Nederland maakte op het EK voetbal 74 doelpunten en kreeg er 48 tegen. Ruud van Nistelrooij en Patrick Kluivert waren ieder verantwoordelijk voor 6 van de Nederlandse doelpunten, meer dan elke andere speler.
| Editie | Ronde           | Stad          | Datum | Uitslag             | Tegenstander      | Doelpuntenmakers |
| ------ | --------------- | ------------- | ----- | ------------------- | ----------------- | --- |
| 1976   | Halve finales   | Zagreb        | 16-06 | 1–3 n.v.            | Tsjecho-Slowakije | 20' Ondruš (0–1), 73' Ondruš (e.d., 1–1), 114' Nehoda (1–2), 118' Veselý (1–3)                                                                        |
| 1976   | Troostfinale    | Zagreb        | 19-06 | 3–2 n.v.            | Joegoslavië       | 27' Geels (1–0), 39' W. Van de Kerkhof (2–0), 43' Katalinski (2–1), 82' Džajić (2–2), 107' Geels (3–2)                                                |
| 1980   | Groepsfase      | Napels        | 11-06 | 1–0                 | Griekenland       | 65' Kist (pen., 1–0) |
| 1980   | Groepsfase      | Napels        | 14-06 | 2–3                 | West-Duitsland    | 20' Allofs (0–1), 60' Allofs (0–2), 65' Allofs (0–3), 79' Rep (pen., 1–3), 85' Van de Kerkhof (3–2)                                                   |
| 1980   | Groepsfase      | Milaan        | 17-06 | 1–1                 | Tsjecho-Slowakije | 16' Nehoda (0–1), 59' Kist (1–1) |
| 1988   | Groepsfase      | Keulen        | 12-06 | 0–1                 | Sovjet-Unie       | 62' Rats |
| 1988   | Groepsfase      | Düsseldorf    | 15-06 | 3–1                 | Engeland          | 44' Van Basten (1–0), 53' Robson (1–1), 71' Van Basten (2–1), 75' Van Basten (3–1)                                                                    |
| 1988   | Groepsfase      | Gelsenkirchen | 18-06 | 1–0                 | Ierland           | 82' Kieft (1–0) |
| 1988   | Halve finales   | Hamburg       | 21-06 | 2–1                 | West-Duitsland    | 55' Matthäus (0–1), 74' Koeman (1–1), 89' Van Basten (2–1)                                                                                            |
| 1988   | Finale          | München       | 25-06 | 2–0                 | Sovjet-Unie       | 33' Gullit (1–0), 54' Van Basten (2–0) |
| 1992   | Groepsfase      | Göteborg      | 12-06 | 1–0                 | Schotland         | 75' Bergkamp (1–0) |
| 1992   | Groepsfase      | Göteborg      | 15-06 | 0–0                 | GOS               | |
| 1992   | Groepsfase      | Göteborg      | 18-06 | 3–1                 | Duitsland         | 4' Rijkaard (1–0), 15' Witschge (2–0), 53' Klinsmann (2–1), 72' Bergkamp (3–1)                                                                        |
| 1992   | Halve finales   | Göteborg      | 22-06 | 2–2 n.v. (4–5 n.s.) | Denemarken        | 5' Larsen (0–1), 23' Bergkamp (1–1), 33' Larsen (1–2), 86' Rijkaard (2–2)                                                                             |
| 1996   | Groepsfase      | Birmingham    | 10-06 | 0–0                 | Schotland         | |
| 1996   | Groepsfase      | Birmingham    | 13-06 | 2–0                 | Zwitserland       | 66' Cruijff (1–0), 79' Bergkamp (2–0) |
| 1996   | Groepsfase      | Londen        | 18-06 | 1–4                 | Engeland          | 23' Shearer (pen., 0–1), 51' Sheringham (0–2), 57' Shearer (0–3), 62' Sheringham (0–4), 78' Kluivert (1–4)                                            |
| 1996   | Kwartfinales    | Liverpool     | 22-06 | 0–0 n.v. (4–5 n.s.) | Frankrijk         | |
| 2000   | Groepsfase      | Amsterdam     | 11-06 | 1–0                 | Tsjechië          | 89' F. De Boer (pen., 1–0) |
| 2000   | Groepsfase      | Rotterdam     | 16-06 | 3–0                 | Denemarken        | 57' Kluivert (1–0), 66' R. De Boer (2–0), 77' Zenden (3–0)                                                                                            |
| 2000   | Groepsfase      | Amsterdam     | 21-06 | 3–2                 | Frankrijk         | 8' Dugarry (0–1), 14' Kluivert (1–1), 31' Trezeguet (1–2), 51' F. De Boer (2–2), 59' Zenden (3–2)                                                     |
| 2000   | Kwartfinales    | Rotterdam     | 25-06 | 6–1                 | Joegoslavië       | 24' Kluivert (1–0), 38' Kluivert (2–0), 51' Govedarica (e.d., 3–0), 54' Kluivert (4–0), 78' Overmars (5–0), 90' Overmars (6–0), 90+1' Milošević (6–1) |
| 2000   | Halve finales   | Amsterdam     | 29-06 | 0–0 n.v. (1–3 n.s.) | Italië            | |
| 2004   | Groepsfase      | Porto         | 15-06 | 1–1                 | Duitsland         | 30' Frings (0–1), 81' Van Nistelrooij (1–1) |
| 2004   | Groepsfase      | Aveiro        | 19-06 | 2–3                 | Tsjechië          | 4' Bouma (1–0), 19' Van Nistelrooij (2–0), 23' Koller (2–1), 71' Baroš (2–2), 88' Šmicer (2–3)                                                        |
| 2004   | Groepsfase      | Braga         | 23-06 | 3–0                 | Letland           | 27' Van Nistelrooij (pen., 1–0), 35' Van Nistelrooij (2–0), 84' Makaay (3–0)                                                                          |
| 2004   | Kwartfinales    | Faro-Loulé    | 26-06 | 0–0 n.v. (5–4 n.s.) | Zweden            | |
| 2004   | Halve finales   | Lissabon      | 30-06 | 1–2                 | Portugal          | 26' Ronaldo (0–1), 58' Maniche (0–2), 63' Andrade (e.d., 1–2)                                                                                         |
| 2008   | Groepsfase      | Bern          | 09-06 | 3–0                 | Italië            | 26' Van Nistelrooij (1–0), 31' Sneijder (2–0), 79' Van Bronckhorst (3–0)                                                                              |
| 2008   | Groepsfase      | Bern          | 13-06 | 4–1                 | Frankrijk         | 9' Kuijt (1–0), 59' Van Persie (2–0), 71' Henry (2–1), 72' Robben (3–1), 90+2' Sneijder (4–1)                                                         |
| 2008   | Groepsfase      | Bern          | 17-06 | 2–0                 | Roemenië          | 54' Huntelaar (1–0), 87' Van Persie (2–0) |
| 2008   | Kwartfinales    | Bazel         | 21-06 | 1–3 n.v.            | Rusland           | 56' Pavljoetsjenko (0–1), 86' Van Nistelrooij (1–1), 112' Torbinski (1–2), 116' Arsjavin (1–3)                                                        |
| 2012   | Groepsfase      | Charkiv       | 09-06 | 0–1                 | Denemarken        | 24' Krohn-Dehli (0–1) |
| 2012   | Groepsfase      | Charkiv       | 13-06 | 1–2                 | Duitsland         | 24' Gómez (0–1), 38' Gómez (0–2), 73' Van Persie (1–2)                                                                                                |
| 2012   | Groepsfase      | Charkiv       | 17-06 | 1–2                 | Portugal          | 11' Van der Vaart (1–0), 28' Ronaldo (1–1), 74' Ronaldo (1–2)                                                                                         |
| 2020   | Groepsfase      | Amsterdam     | 13-06 | 3–2                 | Oekraïne          | 52' Wijnaldum (1–0), 59' Weghorst (2–0), 75' Jarmolenko (2–1), 79' Jaremtsjoek (2–2), 85' Dumfries (3–2)                                              |
| 2020   | Groepsfase      | Amsterdam     | 17-06 | 2–0                 | Oostenrijk        | 11' Depay (pen., 1–0), 67' Dumfries (2–0) |
| 2020   | Groepsfase      | Amsterdam     | 21-06 | 0–3                 | Noord-Macedonië   | 24' Depay (1–0), 51' Wijnaldum (2–0), 58' Wijnaldum (3–0)                                                                                             |
| 2020   | Achtste finales | Boedapest     | 27-06 | 0–2                 | Tsjechië          | 68' Holeš (0–1), 80' Patrik Schick (0–2) |
| 2024   | Groepsfase      | Hamburg       | 16-06 | 2–1                 | Polen             | 16' Buksa (0–1), 29' Gakpo (1–1), 83' Weghorst (2–1)                                                                                                  |
| 2024   | Groepsfase      | Leipzig       | 21-06 | 0–0                 | Frankrijk         | |
| 2024   | Groepsfase      | Berlijn       | 25-06 | 2–3                 | Oostenrijk        | 6' Malen (e.d., 0–1), 47' Gakpo (1–1), 59' Schmid (1–2), 75' Depay (2–2), 80' Sabitzer (2–3)                                                          |
| 2024   | Achtste finales | München       | 02-07 | 3–0                 | Roemenië          | 20' Gakpo (1–0), 83' Malen (2–0), 90+3' Malen (3–0)                                                                                                   |
| 2024   | Kwartfinales    | Berlijn       | 06-07 | 2–1                 | Turkije           | 35' Akaydın (0–1), 70' De Vrij (1–1), 76' Müldür (e.d., 1–2)                                                                                          |
| 2024   | Halve finales   | Dortmund      | 10-07 | 1–2                 | Engeland          | 7' Simons (1–0), 18' Kane (pen., 1–1), 90+1' Watkins (1–2)                                                                                            |